# سیارک ۲۰۲۶۶
سیارک ۲۰۲۶۶ (به انگلیسی: 20266 Danielchoi، نامگذاری:1998FK26) بیست هزار و دویست و شصت و ششمین سیارک کشف شده‌است که در ۲۰ مارس ۱۹۹۸ کشف شد.
قدر مطلق سیارک برابر ۱۰٫۷ است.